# سولبرون
سولبرون (به سوئدی: Sollebrunn) یک منطقهٔ مسکونی در سوئد است که در شهر الینگساس واقع شده‌است. سولبرون ۱٫۴۰ کیلومتر مربع مساحت و ۱٬۴۴۰ نفر جمعیت دارد.